# 'Nfizzo 'nfizzo
 'Nfizzo 'nfizzo, pubblicato nel 1985 su Musicassetta (SM011/C), è un album discografico del cantante Mario Trevi.

## Il disco
Il disco contiene brani inediti di Mario Trevi. Iniziate ad abbandonare le canzoni di cronaca e le sceneggiate, Trevi ritorna a trattare il tema della canzone melodica, adattandosi alle nuove tematiche nascenti.

## Tracce
1. 'Nfizzo 'nfizzo (Dura-Zinzi)
2. 'O geluso (Dura-Zinzi)
3. Signora Napoli (Fiore-Ricci)
4. 'O pisello (Fiore-Ricci)
5. 'O san Giuvanne (Fiore-Ienco-Ricci)
6. 'O sindaco (Dura-Buonafede)
7. Si cchiù bella accussì (Fiore-Ricci)
8. 'A veste 'e sposa (Cennamo)
9. Valentina (Riccio-Buonafede)
10. Pecché me fatte 'nnammurà (Fiore-Ricci)